# Латыпов, Гусман Хафизович
Гусман Хафизович Латыпов (13 мая 1925, Старое Байсарово, Старо-Байсаровский сельсовет, Байсаровская волость, Мензелинский кантон, Татарская АССР, РСФСР, СССР — 2000, Мензелинск, Мензелинский район, Татарстан, Россия) — советский работник сельского хозяйства, Герой Социалистического Труда.

## Биография
Родился 13 мая 1925 года в селе Старое Байсарово Актанышского района Татарской АССР.
В 1942 году окончил школу и работал сельским учителем. В январе 1943 года ушёл добровольцем на фронт Великой Отечественной войны. Освобождал Белоруссию и Прибалтику, несколько раз был ранен. После Отечественной войны участвовал в войне против Японии.
Демобилизовавшись, вернулся домой и снова продолжил работу учителем. В 1952 году окончил Казанский филиал Всесоюзного юридического заочного института, был заведующим районом, директором школы, инструктором райкома КПСС. В 1961 году, как несколько ранее тридцатитысячников, Латыпова рекомендовали председателем в колхоз «Гигант» Мензелинского района. Колхоз пребывал в крайне запущенном состоянии, но Гусман Хафизович вывел его в передовые хозяйства. К концу семилетки колхоз стал занимать ведущие позиции в районе по производству и продаже государству сельскохозяйственной продукции. А в годы VIII пятилетки хозяйство стало образцово-показательным, сюда приезжали учиться опыту со всей Татарской АССР.
В 1977—1980 годах Латыпов был председателем райисполкома Мензелинского района. В 1980—1986 годах — снова председателем другого колхоза — имени В. И. Ленина. Был он делегатом XXIII съезда КПСС, участвовал в общественной жизни района и республики.
После выхода на пенсию жил в Мензелинском районе.
Умер 8 сентября 2000 года, был похоронен в Мензелинске.

## Награды
- В 1971 году Г. Х. Латыпову было присвоено звание Героя Социалистического Труда с вручением ордена Ленина.
- Также был награждён другими орденами и медалями.